# Pterobryopsis cuspidata
Pterobryopsis cuspidata là một loài rêu trong họ Pterobryaceae. Loài này được Dixon mô tả khoa học đầu tiên năm 1932.
Danh pháp khoa học của loài này chưa được làm sáng tỏ. 